# Letovanci
Letovanci is een plaats in de gemeente Sisak in de Kroatische provincie Sisak-Moslavina. De plaats telt 73 inwoners (2001).